# Матч всех звёзд НХЛ 2003
53-й Матч всех звёзд НХЛ сезона 2002-03 года прошёл на домашнем стадионе команды Флорида Пантерз Office Depot Center города Санрайз, штат Флорида, 2 февраля 2003 года. С 1997 года это был первый матч всех звёзд, который проводился по старой классической схеме Восток — Запад. До этого 5 игр проводили в совершенно другом формате, «экспериментальном»: Звёзды Америки против Звёзд остального мира. Эксперимент признали неудачным, поскольку посчитали, что североамериканских звёзд участвует мало, а европейских слишком много. Отчасти это подтвердилось: численное превосходство североамериканцев над европейцами в 2003 году — 26:16, причём хоккеистов из бывшего «Союза» — лишь пять.

## Составы команд

### Восток
- Вратари: Мартин Бродо, Николай Хабибуллин, Патрик Лалим
- Защитники: Здено Хара, Сергей Гончар, Роман Хамрлик, Сандис Озолиньш, Том Поти, Скотт Стивенс
- Нападающие: Дэни Хитли, Мариан Хосса, Яромир Ягр, Олли Йокинен, Алексей Ковалёв, Венсан Лекавалье, Гленн Мюррей, Джефф О’Нил, Джереми Реник, Мирослав Шатан, Мартен Сан-Луи, Джо Торнтон

### Запад
- Вратари: Марти Турко, Патрик Руа, Жоселин Тибо
- Защитники: Роб Блэйк, Эрик Брюэр, Никлас Лидстрем, Эл МакИннис, Мэтью Шнайдер, Эд Жовановски
- Нападающие: Сергей Фёдоров, Петер Форсберг, Билл Герин, Джером Игинла, Пол Кария, Майк Модано, Маркус Нэслунд, Теему Селянне, Тодд Бертуцци, Мариан Габорик, Дуг Уэйт, Рэй Уитни.

## Конкурсы «Суперскиллз»
Восток — Запад- 9:15 (1:1, 0:2, 0:2, 2:0, 1:3, 5:7)
КОНТРОЛЬ ШАЙБЫ
Командный забег: Запад (Уэйт, Лидстрем, Уитни) опередил Восток (Хосса, Поти, Лекавалье).
Индивидуальный забег: Восток (Сан-Луи) опередил Запад (Селянне).
Счет — 1:1
НА СКОРОСТЬ (Забег по периметру площадки)
Восток (Шатан, 14,949, Поти, 14,567, Сан-Луи, 14,207).
Запад (Габорик, 13,713, ФЕДОРОВ, 14,443, Герин, 14,213).
Счет — 0:2 (По одному очку за лучшее командное время и индивидуальный результат)
СИЛА БРОСКА (Два щелчка с 10 метров по пустым воротам)
Восток (Стивенс, 93,6 мили в час, Хамрлик, 89,6, Ковалёв, 93,5, Хара, 97,8).
Запад (Игинла, 97,3, Блэйк, 94,2, ФЕДОРОВ, 94,4, Макиннис, 98,9).
Счет — 0:2 (По одному очку за средний командный, а также индивидуальный бросок)
БРОСКИ НА ТОЧНОСТЬ (Участник должен порзить бросками 4 мишени, развешанные в углах ворот)
Восток (Онил — 4 из 7, Реник — 4 из 6, Мюррей — 4 из 7, Торнтон — 3 из 8).
Запад (Бертуцци — 3 из 8, Габорик — 3 из 8, Форсберг — 3 из 8, Нэслунд — 3 из 8).
Счет — 2:0 (По очку за лучший командный и индивидуальный результаты)
ПАС И ГОЛ (Разыгранная комбинация с броском по воротам, защищаемым голкипером)
Восток (Бродер — 2 гола, Лалим — О, ХАБИБУЛИН — 1).
Запад (Турко — 0, Тибо — 1, Руа — 0).
Счет — 1:3
БУЛЛИТЫ (Все 36 полевых игроков имеют по одной попытке для реализации буллита)
Восток (Бродер — 2 гола, Лалим — 2, ХАБИБУЛИН — 3).
Запад (Турко — 2, Тибо — 2, Руа — 1).
Счет — 5:7

## Ход матча
В первом периоде обе команды играли на средних скоростях, допуская ошибки в обороне. В результате Николаю Хабибулину пришлось трижды, а Патрику Руа дважды доставать шайбы из своих ворот. Сменившие их Мартин Бродер (2 шайбы) и Жослин Тибо (1 шайба) сыграли более надёжно, в итоге счёт сравнялся. А защищавшие ворота в третьем периоде Патрик Лалим и Марти Турко отстояли просто блестяще — по одной пропущеной шайбе, и по итогам основного времени победитель выявлен не был.
Овертаймов за всю историю Матчей звезд НХЛ было всего три, и каждый заканчивался результативно, но впервые дело дошло до буллитов.

### Статистика
1-й период
- 1:0 Хитли — 1 (Хамрлик), 5:39
- 1:1 Форсберг — 1 (Нэслунд, Лидстрем), 7:14
- 1:2 Модано — 1 (Уитни, Шнейдер), 8:58
- 2:2 Хитли — 2 (Ягр, Йокинен), 10:26
- 2:3 Габорик — 1 (Шнейдер, ФЕДОРОВ), 15:55

2-й период
- 3:3 Хитли — 3 (Йокинен), 2:47
- 3:4 Жовановски — 1 (Игинла, Габорик), 12:12
- 4:4 Хитли — 4 (Йокинен, Ягр), 13:58

3-й период
- 4:5 Макиннис — 1 (ФЕДОРОВ, Габорик), 1:26
- 5:5 Йокинен — 1 (Ягр, Хитли), 9:38

Овертайм
- 0:0

Броски: 34 (11+12+8+3) — 42 (14+9+14+4+1)
Победный буллит: